# Балахонова Анжела Анатоліївна
Анже́ла Анато́ліївна Балахо́нова (нар. 18 грудня 1972) — українська спортсменка (стрибки з жердиною, біг).

## Життєпис
Народилася 18 грудня 1972 року в місті Шахтарськ Донецької області.
У 1994 році закінчила факультет фізичного виховання Тернопільського педагогічного інституту (нині національний університет).
Член збірної команди України з легкої атлетики. Проживає у Києві.

## Державні нагороди і почесні звання
- Орден «За заслуги» 3-го ступеня (1998).
- Орден княгині Ольги 3-го ступеня (1999).
- Майстер спорту міжнародного класу (1994).

## Спортивні досягнення
Рекордсменка світу 1998 та Європи 1997—1999. Володарка Кубка Європи серед молоді 1995, Кубка Європи 1997, Кубка Європи серед клубів 1998, чемпіонка Європи у закритих приміщеннях і на повітрі (1998), срібна призерка чемпіонату світу 1999, багаторазова чемпіонка України 1996—2001.